# (464169) 2015 AL46
(464169) 2015 AL46 es un asteroide perteneciente al cinturón de asteroides, descubierto el 20 de octubre de 2003 por el equipo Spacewatch desde el Observatorio Nacional de Kitt Peak (Arizona, Estados Unidos).